# Joseph Agassi
Joseph Agassi (Il Cairo, 7 maggio 1927 – Herzliya, 22 gennaio 2023) è stato un filosofo e storico della scienza israeliano.

## Biografia
Allievo di Karl Popper, ricoprì incarichi di insegnamento in Gran Bretagna presso la London School of Economics (1957-60), al Center for Advanced Studies in the Behavioral Sciences dell'ateneo di Stanford (1956-57, Research Associate), all’università di Hong Kong (1960-1963, Lecturer, poi Reader e direttore del locale dipartimento di Filosofia), a quella dell’Illinois (1963-1965, Associate Professor of Philosophy), di Boston (1965-1983, Professor of Philosophy),  di Tel Aviv (1971-1996, Professor of Philosophy), in Israele, e alla York University di Toronto (1982-1997, Professor of Philosophy), in Canada; in queste ultime due nel 1997 diventò professore emerito. È autore di numerosi testi in inglese ed ebraico.
Sposò Judith Buber Agassi, nipote di Martin Buber e figlia di Margarete Buber-Neumann, nel 1949. Negli ultimi anni visse a Herzliya, in Israele.

## Opere tradotte in italiano
- La filosofia e l'individuo (2005), Di Renzo Editore - prefazione di Dario Antiseri
- Scienza, metodologia e società (2004), LUISS University Press
- Dialogo senza fine. Una storia della scienza dai greci ad Einstein (2000), Armando
- La scienza in divenire. Note a Popper (1997), Armando
- Le radici metafisiche delle teorie scientifiche (1983), Edizioni Borla